# Olympische Sommerspiele 2004/Rudern – Achter (Männer)
Der Ruderwettbewerb im Achter der Männer bei den Olympischen Spielen 2004 in Athen wurde vom 15. bis zum 22. August 2004 im Schinias Olympic Rowing and Canoeing Centre ausgetragen. 81 Athleten in 9 Booten traten an.
Die Ruderregatta, die über 2000 Meter ausgetragen wurde, begann mit zwei Vorläufen mit jeweils fünf oder vier Mannschaften. Die Sieger jedes Vorlaufes zogen ins A-Finale ein, die restlichen Boote starteten im Hoffnungslauf.
In den beiden Hoffnungsläufen qualifizierten sich die ersten beiden Boote für das A-Finale, die restlichen Boote qualifizierten sich für das B-Finale. Im A-Finale am 22. August kämpften die besten sechs Boote um olympische Medaillen. 
Die jeweils qualifizierten Ruderer sind hellgrün unterlegt.
Der amtierende Olympiasieger Großbritannien musste im Vorlauf, aus gesundheitlichen Gründen, auf seinen Schlagmann Tom James verzichten und belegte den letzten Platz im Vorlauf. Auch wenn Tom James danach wieder in die Mannschaft zurückkehrte, gelang es den Briten nicht sich für das A-Finale zu qualifizieren. Auch Kanada, der Sieger der Weltmeisterschaften 2003, konnte nur auf den ersten 1000 Metern in den Kampf um die Medaillen eingreifen. Danach konnten die Kanadier das Tempo der drei führenden Boote nicht mehr mitgehen und kamen am Ende mit mehr als sechs Sekunden Rückstand auf den dritten Platz ins Ziel. Im ersten Vorlauf fuhr die Crew aus Australien einen neuen olympischen Rekord. Aber bereits ein Rennen später wurde dieser vom Vizeweltmeister aus den Vereinigten Staaten um mehr als drei Sekunden unterboten. Im Finale setzten sich die Vereinigten Staaten vom Start weg an die Spitze und fuhren souverän zur Goldmedaille. Die langsam gestarteten Niederländer kamen auf der zweiten Streckenhälfte immer besser in Fahrt und fuhren vom fünften Platz auf den zweiten Platz nach vorne. Die Bronzemedaille ging an das australische Team.

## Titelträger
| Olympiasieger | Vereinigtes Königreich Besatzung: Andrew Lindsay, Ben Hunt-Davis, Simon Dennis, Louis Attrill, Luka Grubor, Kieran West, Fred Scarlett, Steve Trapmore, Rowley Douglas (Stm.) | Sydney 2000  |
| Weltmeister   | Kanada Besatzung: Joseph Stankevicius, Kevin Light, Ben Rutledge, Kyle Hamilton, David Calder, Andrew Hoskins, Adam Kreek, Jeff Powell, Brian Price (Stm.)                    | Mailand 2003 |

## Vorläufe
Sonntag, 15. August 2004
- Qualifikationsnormen: Plätze 1 -> Finale A, ab Platz 2 -> Hoffnungslauf

### Vorlauf 1
| Platz | Bahn | Nation      | Athleten                                                                                     | Zeit (min) | Qualifikation |
| ----- | ---- | ----------- | -------------------------------------------------------------------------------------------- | ---------- | ------------- |
| 1     | 4    | Australien  | Szczurowski, Reside, Welch, Stewart, Stewart, Hanson, McKay, Stewart, Toon (Stm.)            | 5:23,23 OR | Finale A      |
| 2     | 3    | Niederlande | Simon, Vermeulen, Gabriëls, Mensch, Derksen, Eggenkamp, Vellenga, Bartman, Cheung (Stm.)     | 5:25,26    | Hoffnungslauf |
| 3     | 2    | Deutschland | Schulte, Koltzk, Dießner, Engelmann, Bröer, Schnabel, Siemes, Ruhe, Thiede (Stm.)            | 5:27,72    | Hoffnungslauf |
| 4     | 5    | Frankreich  | Ripoll, Gallet, Macquet, Peudecoeur, Mortelette, Perrot, Bernard, Cadot, Lattaignant (Stm.)  | 5:29,55    | Hoffnungslauf |
| 5     | 1    | Polen       | Zalewski, Buchalski, Hejmej, Nowak, Burda, Gutorski, Kosiorek, Stawowski, Trojanowski (Stm.) | 5:30,08    | Hoffnungslauf |

### Vorlauf 2
| Platz | Bahn | Nation             | Athleten                                                                                    | Zeit (min) | Qualifikation |
| ----- | ---- | ------------------ | ------------------------------------------------------------------------------------------- | ---------- | ------------- |
| 1     | 4    | Vereinigte Staaten | Read, Allen, Ahrens, Hansen, Deakin, Beery, Hoopman, Volpenhein, Cipollone (Stm.)           | 5:19,85 OR | Finale A      |
| 2     | 2    | Kanada             | Frandsen, Light, Rutledge, Hamilton, Kreek, Hoskins, Stankevicius, Powell, Price (Stm.)     | 5:20,46    | Hoffnungslauf |
| 3     | 3    | Italien            | Canciani, Tramontano, Penna, Frattini, Pinton, Mornati, Mornati, Ghezzi, Iannuzzi (Stm.)    | 5:30,16    | Hoffnungslauf |
| 4     | 1    | Großbritannien     | Devlin, West, West, Triggs Hodge, Stallard, Simmons, Bourne-Taylor, Ouseley, Cormack (Stm.) | 5:32,26    | Hoffnungslauf |

## Hoffnungsläufe
Mittwoch, 18. August 2004
- Qualifikationsnormen: Plätze 1-2 -> Finale A, ab Platz 3 -> Finale B

### Hoffnungslauf 1
| Platz | Bahn | Nation      | Athleten                                                                                    | Zeit (min) | Qualifikation |
| ----- | ---- | ----------- | ------------------------------------------------------------------------------------------- | ---------- | ------------- |
| 1     | 2    | Niederlande | Simon, Vermeulen, Gabriëls, Mensch, Derksen, Eggenkamp, Vellenga, Bartman, Cheung (Stm.)    | 5:31,92    | Finale A      |
| 2     | 1    | Frankreich  | Ripoll, Gallet, Macquet, Peudecoeur, Mortelette, Perrot, Bernard, Cadot, Lattaignant (Stm.) | 5:34,20    | Finale A      |
| 3     | 3    | Italien     | Canciani, Tramontano, Penna, Frattini, Pinton, Mornati, Mornati, Ghezzi, Iannuzzi (Stm.)    | 5:34,56    | Finale B      |

### Hoffnungslauf 2
| Platz | Bahn | Nation         | Athleten                                                                                     | Zeit (min) | Qualifikation |
| ----- | ---- | -------------- | -------------------------------------------------------------------------------------------- | ---------- | ------------- |
| 1     | 2    | Kanada         | Frandsen, Light, Rutledge, Hamilton, Kreek, Hoskins, Stankevicius, Powell, Price (Stm.)      | 5:32,51    | Finale A      |
| 2     | 3    | Deutschland    | Schulte, Koltzk, Dießner, Engelmann, Bröer, Schnabel, Siemes, Ruhe, Thiede (Stm.)            | 5:33,07    | Finale A      |
| 3     | 1    | Großbritannien | Devlin, Ouseley, West, Triggs Hodge, Stallard, Simmons, Bourne-Taylor, James, Cormack (Stm.) | 5:34,37    | Finale B      |
| 4     | 4    | Polen          | Zalewski, Buchalski, Hejmej, Nowak, Burda, Gutorski, Kosiorek, Stawowski, Trojanowski (Stm.) | 5:36,75    | Finale B      |

## Finale

### A-Finale
Sonntag, 22. August 2004, 10:30 Uhr MESZ

Anmerkung: zur Ermittlung der Plätze 1 bis 6
| Platz | Bahn | Nation             | Athleten                                                                                    | Zeit (min) |
| ----- | ---- | ------------------ | ------------------------------------------------------------------------------------------- | ---------- |
| 1     | 3    | Vereinigte Staaten | Read, Allen, Ahrens, Hansen, Deakin, Beery, Hoopman, Volpenhein, Cipollone (Stm.)           | 5:42,48    |
| 2     | 2    | Niederlande        | Simon, Vermeulen, Gabriëls, Mensch, Derksen, Eggenkamp, Vellenga, Bartman, Cheung (Stm.)    | 5:43,75    |
| 3     | 4    | Australien         | Szczurowski, Reside, Welch, Stewart, Stewart, Hanson, McKay, Stewart, Toon (Stm.)           | 5:45,38    |
| 4     | 6    | Deutschland        | Schulte, Koltzk, Dießner, Engelmann, Bröer, Schnabel, Siemes, Ruhe, Thiede (Stm.)           | 5:49,43    |
| 5     | 5    | Kanada             | Frandsen, Light, Rutledge, Hamilton, Kreek, Hoskins, Stankevicius, Powell, Price (Stm.)     | 5:51,66    |
| 6     | 1    | Frankreich         | Ripoll, Gallet, Macquet, Peudecoeur, Mortelette, Perrot, Bernard, Cadot, Lattaignant (Stm.) | 5:53,31    |

### B-Finale
Samstag, 21. August 2004, 12:00 Uhr MESZ

Anmerkung: zur Ermittlung der Plätze 7 bis 9
| Platz | Bahn | Nation         | Athleten                                                                                     | Zeit (min) |
| ----- | ---- | -------------- | -------------------------------------------------------------------------------------------- | ---------- |
| 7     | 2    | Italien        | Canciani, Tramontano, Penna, Frattini, Pinton, Mornati, Mornati, Ghezzi, Iannuzzi (Stm.)     | 5:46,36    |
| 8     | 3    | Polen          | Zalewski, Buchalski, Hejmej, Nowak, Burda, Gutorski, Kosiorek, Stawowski, Trojanowski (Stm.) | 5:50,68    |
| 9     | 1    | Großbritannien | Devlin, Ouseley, West, Triggs Hodge, Stallard, Simmons, Bourne-Taylor, James, Cormack (Stm.) | 5:55,77    |